# 라퍼스빌역
라퍼스빌역(독일어: Bahnhof Rapperswil)은 스위스 장크트갈렌주의 라퍼스빌에 위치한 기차역이다. 역은 취리히 호수 상류 오버제와 호수 본체를 분리하는 제담 북쪽의 취리히 호수 북쪽 기슭에 위치하고 있다.
제담은 호수 남쪽 해안에서 철도와 도로 연결을 모두 수행하고, 라퍼스빌은 호수 북쪽에서 분리된 세 개의 노선이 만나는 지점이기 때문에 역은 지역 철도망의 주요 분기점이다. 1859년에 최초의 철도가 개통되었다.

## 역사
1859년 초에 최초의 증기기관차가 라퍼스빌에서 운행되었다. 라퍼스빌에서 뤼티까지, 라퍼스빌에서 쉬메리콘까지 철도 노선의 허브였다. 턴테이블과 크레인을 사용하여 인근 피쉬마크트플라츠에 위치한 항구에서 선박을 오가는 화물을 운송했다.
1875년, 취리히 중앙역에서 지겔브뤼케까지 취리히호 좌안선이 호수 남쪽 해안을 따라 개통되었다. 철도 용어로, 이것은 고트하르트 철도가 제담을 가로지르는 노선을 설립한 1878년 라퍼스빌과 연결되었다. 취리히 호수의 라퍼스빌 해안은 1895년까지 취리히호 우안선이 개통될 때까지 기다려야 했다.
유명한 오리엔트 익스프레스는 바르나에서 취리히, 바젤, 파리, 칼레로 가는 도중에 라퍼스빌에 정차했다.
1877년부터 라퍼스빌은 큰 차고가 있는 쥐토스트반(SOB)의 주요 허브였다. 르네상스 리바이벌 건축 양식의 현재 역 건물은 건축가 칼 아우구스트 힐러(Karl August Hiller)가 계획한 1894년 ~ 1895년에 지어졌으며 관광의 중요성이 커지고 있음을 강조한다. 버스 터미널과 역 건물을 포함한 기차역의 기반 시설은 2007년~2008년에, 2016년 6/7월까지 철도 선로와 기반 시설을 리뉴얼했다.

## 운행편

### 노선과 운행
라퍼스빌역은 제담을 가로지르는 쥐토스트반 (SOB) 선이 취리히 호수 우측 제방선, 발리젤렌에서 라퍼스빌까지 우스터선을 거쳐 라퍼스빌에서 지겔브뤼케선이 만나는 중요한 분기점이다.
라퍼스빌은 취리히 S-반의 S5, S7, S15 및 S40 라인에서 운행 된다. 취리히에서 우안선(S7) 또는 우스터선(S5/15)을 통한 연결은 매우 빈번하며, 소요 시간은 36분이다. S40은 패피콘 및 아인지델른에 대한 로컬 링크를 제공한다.
라퍼스빌은 SOB에서 운영하는 인터레기오 열차인 포어알펜 익스프레스의 기착지이며 장크트갈렌과 루체른 사이를 매시간 직접 연결 한다. 라퍼스빌은 지겔브뤼케를 통해 남동쪽에서 슈반덴까지 운행하는 장크트갈렌 S-반 서비스 S6의 종점이기도 하다.
VZO(Verkehrsbetriebe Zürichsee und Oberland)에서 제공하는 버스는 취리히 호수의 북부 해안과 취리히고원까지 연결하며 도시의 자체 슈타트버스 라퍼스빌-요나를 운행한다. 라퍼스빌 항구는 역에 인접해 있으며 취리히 호수-해운회사의 호수 운송 서비스는 기차와 연결되어 취리히 및 기타 호숫가 마을로 가는 대안 경로를 제공한다.

### 차고
라퍼스빌은 또한 취리히 S-반의 철도 차량을 위한 중요한 정거장이다. 역의 허브 상태로 인해 몇 안되는 스위스 연방 철도의 소방 및 구조 열차(LRZ) 중 하나가 라퍼스빌에 있다.